# Golden Beach (Maryland)
Golden Beach é uma Região censo-designada localizada no estado americano de Maryland, no Condado de Saint Mary's.

## Demografia
Segundo o censo americano de 2000, a sua população era de 2665 habitantes.

## Geografia
De acordo com o United States Census Bureau tem uma área de
8,8 km², dos quais 6,7 km² cobertos por terra e 2,1 km² cobertos por água.

## Localidades na vizinhança
O diagrama seguinte representa as localidades num raio de 16 km ao redor de Golden Beach.